# Jerzy Dolinkiewicz
Jerzy Józef Dolinkiewicz (ur. 24 lipca 1947 w Oświęcimiu) – polski samorządowiec, wiceprezydent Katowic w latach 2001–2002, radny Katowic.
Absolwent Uniwersytetu Śląskiego oraz Politechniki Śląskiej. Od 1965 roku zamieszkały w Katowicach, gdzie pracował m.in. jako nauczyciel, pracownik Kuratorium Oświaty, Urzędu Wojewódzkiego, a obecnie jest zatrudniony w Muzeum Historii Katowic.
W okresie Polskiej Rzeczypospolitej Ludowej był działaczem opozycji antykomunistycznej, m.in. organizując Klub Inteligencji Katolickiej w Katowicach oraz działając w strukturach NSZZ „Solidarność”. W 1990 roku był współzałożycielem katowickiego Stowarzyszenia Rodzin Katolickich. Był członkiem Akcji Wyborczej Solidarność. Zasiadał w radach katowickich placówek kulturalnych oraz w Wojewódzkim Komitecie Ochrony Pamięci Walk i Męczeństwa. Obecnie pracownik Działu Naukowo-Oświatowego Muzeum Historii Katowic.
W latach 1994–2014, przez pięć kolejnych kadencji zasiadał w Radzie Miasta Katowice. W tym okresie pełnił m.in. funkcje wiceprzewodniczącego Rady Miasta oraz przewodniczącego Komisji Edukacji. W okresie od 2006 do 2013 roku przewodniczył Klubowi Radnych „Forum Samorządowe i Piotr Uszok”. W latach 2001–2002 piastował funkcję wiceprezydenta Katowic.
W 2016 odznaczony Medalem „Za zasługi dla Związku Kombatantów Rzeczypospolitej Polskiej i Byłych Więźniów Politycznych”.